# Rawlins County
Rawlins County je okres ve státě Kansas v USA. K roku 2010 zde žilo 2 519 obyvatel. Správním městem okresu je Atwood. Celková rozloha okresu činí 2 771 km².